# دیوردی
دْیْوردْیْ (مجاری: György با تلفظ [ˈɟørɟ]) شیوهٔ مجاری از نام جُرج انگلیسی و گیورگیوس یونانی است. برخی از افراد برجسته با این نام عبارتند از:
- جرج بکشی
- دیوردی چورداش
- جرج چرهالمی
- دیوردی چانی
- دیوردی برودی
- گئورگ تسیفرا
- گیورگی گاریچ
- دیوردی گدو
- دیوردی گرنداش
- دیوردی گوریچ
- جرج هوشی
- دیوردی هورکایی
- جورج کارپاتی
- دیوردی کنز
- دیوردی کولونیچ
- گئورگی کنراد
- گیورگی کورتاگ
- دیوردی کوتاشی
- گئورگ لیگتی
- گئورگ لوکاچ
- دیوردی میترو
- جرج اولاه
- دیوردی اورت
- دیوردی پیلر
- جرج پولیا
- جرج ورث
- جرج سوروس